# イカロニクテリス
イカロニクテリス (Icaronycteris) は、新生代暁新世末から始新世前期 (5,500万 - 4.500万年前) にかけて生息した既知では最古のコウモリの一つ。哺乳綱 - コウモリ目（翼手目）に属する絶滅属。属名はギリシャ神話のイカロスにちなむ。また、種小名 index は第二指（英語名 = Index finger）に爪を持つことから。

## 形態
頭胴長約10センチメートル。歯の数が38本と現生種よりも多く、食虫類に似た臼歯をもつ。また、翼を動かす筋肉の付着点となる胸骨はあまり発達しておらず、皮膜も尾に届いていない。翼開長と翼の幅の比などからも、現生の小型コウモリよりも飛行能力は劣っていたと推定される。また、種小名の由来となった前肢の第二趾は長い鉤爪を残しており、尾も長かった。以上の点で現生群とは異なるが、それ以外の部分の形態は現生のものとは大きな差はない。頭骨の形態から、エコロケーションを行っていた可能性もある。
上記のように、イカロニクテリスは既に飛翔とエコロケーション能力を兼ね備えるなどコウモリとして特殊化しすぎており、その祖先を推察することができなかった。しかし2003年、同時代に生息したより祖先的なコウモリ、オニコニクテリスが発見されている。

## 生態
食性は、化石化した胃の残存物や歯の形態などから、昆虫食であったと推定される。おそらくは現生種と同じく洞窟などで暮らし、夕刻や夜間に昆虫などを捕らえていたと思われる。

## 分布
北アメリカ大陸アメリカ合衆国ワイオミング州のグリーンリバー累層及びヨーロッパから化石が産出。